# Gosling-Feinsänger
Der Gosling-Feinsänger (Apalis goslingi) ist eine Singvogelart aus der Gattung der Feinsänger (Apalis) in der Familie der Halmsängerartigen (Cisticolidae). Das Artepitheton ehrt den britischen Armeeoffizier und Naturforscher George Bennett Gosling, der zwischen 1904 und 1906 Mitglied bei Boyd Alexanders Expedition vom Niger zum Nil war.

## Merkmale
Der Gosling-Feinsänger ist ein ziemlich kleiner, grauer Feinsänger mit einem kurzen, hauptsächlich dunkel bräunlich-grauen Schwanz. Er erreicht eine Länge von 11 cm. Beim Männchen sind der Oberkopf und die Oberseite grau und mit Ausnahme des Bürzels bräunlich getönt. Der Bürzel weist eine etwas hellere Graufärbung auf. Die Schwungfedern und der Schwanz sind dunkelgrau. Die sehr schmalen Spitzen der Schwanzfedern sind gelbbraun. Die Zügel und die Wangen sind dunkelgrau. Die Kehle ist cremeweiß. Die Unterseite ist hellgrau, heller in der Bauchmitte und am Steiß. Die Unterflügeldecken und die Innenfahnen der Armschwingen und der inneren Handschwingen sind am basalen Ende weiß. Die Iris ist hellgelb oder rot. Der Schnabel ist schwarz. Die Beine sind gelblichrosa. Das Weibchen ähnelt dem Männchen, es besitzt jedoch ein helleres Gesicht. Die juvenilen Vögel sind an der Oberseite olivgrün verwaschen. Bei ihnen ist die Kehle hellgelb, die Unterseite hell olivgelb verwaschen, der Schnabel und die Augen grünlichgrau und die Beine gelblich.

## Lautäußerungen
Der Gesang besteht aus einer Reihe von sechs bis zehn „twit“-Tönen oder einem schnelleren „twit-it-it-it-it…“.

## Verbreitungsgebiet
Das Verbreitungsgebiet erstreckt sich vom südlichen Kamerun, über die südöstliche Zentralafrikanische Republik, dem nordöstlichen Gabun, die nördliche Republik Kongo, die Demokratische Republik Kongo bis ins nordöstlichen Angola.

## Lebensraum
Der Gosling-Feinsänger ist ein Bewohner des Guinea-Kongo-Waldbioms. Er kommt in Flachlandwäldern entlang von Flüssen, in Waldrändern und in Sekundärwäldern vor. In der Republik Kongo bevorzugt er Wälder entlang der Hauptflussläufe, wo die Bäume ins Sonnenlicht aufragen.

## Nahrungsverhalten
Die Nahrung besteht aus Insekten und anderen Wirbellosen, darunter Käfern, Grashüpfern, kleinen Fangschrecken, Schmetterlingsraupen und Spinnen. Der Gosling-Feinsänger pickt seine Beute von der Vegetation auf.

## Fortpflanzungsverhalten
Die Brutzeit erstreckt sich vermutlich von April bis August in der Republik Kongo und von Januar bis Februar in Kamerun. Der Gosling-Feinsänger ist ein Standvogel, der vermutlich das ganze Jahr am selben Standort verbleibt. Die 60 bis 80 m langen Flussuferreviere werden gemeinschaftlich von den Paaren verteidigt.

## Status
Der Gosling-Feinsänger wird der IUCN als „nicht gefährdet“ (least concern) klassifiziert. Er hat ein Verbreitungsgebiet von über 20.000 km2. Es liegen keine Informationen über den Bestand vor, der Ornithologe Emil K. Urban bezeichnete ihn jedoch im Jahr 1997 als nicht häufig bis häufig.